# Gospa Sitti Mükrime
Gospa Sitti Mükrime (turski Sitti Mükrime Hatun; Mûkrîmā, Sittişah) (Elbistan, Kahramanmaraş, o. 1435. – Edirne, travanj 1467.) bila je supruga osmanskog sultana Mehmeda II. Osvajača.
Njen je otac bio Sulejman-beg, šesti vladar Dulkadira. Teta joj je bila gospa Emine.
Sitti se udala za Mehmeda 15. 12. 1449. u Edirneu.
Prema nekim izvorima, ona je bila majka sultana Bajazida II., ali čini se da je njezin brak bio bez djece i dosta nesretan.